# 타격 (야구)
타격(打擊) 또는 배팅(영어: batting)은 야구에서 타자가 파울을 제외하고 배트로 야구공을 친 경우를 말한다. 투수가 던진 공을 쳐서 점수를 얻는 선수를 타자(打者)라고 부른다.

## 타격행위로 인정되는 경우
- 안타
- 땅볼
- 뜬공
- 실책
- 야수선택
- 홈런
- 번트 - 단, 파울은 제외. 또한 메이저리그에서 번트는 타격으로 인정되지 않음. 그래서 인필드 플라이 규칙도 적용되지 않음.

## 같이 보기
- 타격 (크리켓)
- 체크 스윙